# Djillali Ben Omar
Djillali Ben Omar là một đô thị thuộc tỉnh Tiaret, Algérie. Dân số thời điểm năm 2002 là 5.631 người.